# Eugène Delacroix
Ferdinand Victor Eugène Delacroix (Charenton-Saint Maurice, 26 april 1798 – Parijs, 13 augustus 1863) wordt gezien als de belangrijkste Franse kunstschilder van de romantiek, (vandaar dat hij ook wel eens "Le prince des romantiques" genoemd wordt). Andere belangrijke vertegenwoordigers van de Franse romantiek waren zijn tijdgenoot en goede vriend Charles-Émile-Callande de Champmartin en de jong gestorven Théodore Géricault. Hij wordt ook wel een "literair schilder" genoemd (onder meer door Baudelaire), omdat hij zijn thema's vaak ontleende aan schrijvers als Shakespeare (Hamlet et Horatio au cimetière) en Dante (Barque de Dante).

## Levensloop
Delacroix werd geboren in een dorp nabij Parijs. Over zijn afstamming is veel gespeculeerd. Charles Delacroix, zijn vader, was Minister van Buitenlandse Zaken onder het Directoire en was vanaf 1797 ambassadeur van Frankrijk in de Bataafse Republiek. Hij maakte onder andere deel uit van de revolutionaire Convention, die in 1793 had gestemd voor de terechtstelling van Lodewijk XVI. Eugène Delacroix' werkelijke vader was zeer waarschijnlijk Charles-Maurice de Talleyrand, die zijn moeder vaak gezelschap hield. (Talleyrand zou hem later krachtig steunen in zijn carrière). Victoire Oeben, Delacroix' moeder, stamde af van een meubelmakersfamilie uit Duitsland (Oeben en Riesener) die onder meer voor Lodewijk XV zou hebben gewerkt. In 1813 woonde hij in het huis van zijn neef Bataille in Valmont (Seine-Maritime), een plaats waarmee hij verbonden bleef door de mysterieuze charme. Vanuit Valmont bezoekt hij Rouen, waar hij diep onder de indruk is van de middeleeuwse ruïnes en het gotische gerechtsgebouw, dat zijn smaak voor middeleeuwse architectuur opwekte. In 1814 overleed zijn moeder en werd hij onder de bescherming van zijn oudere zus Henriëtte geplaatst.
Na zijn studie aan het Lycée Napoleon begon hij zijn kunstenaarsloopbaan in het atelier van Pierre-Narcisse Guérin. Hier leerde hij onder meer Géricault kennen, die invloed zou uitoefenen op het werk van Delacroix (vergelijk de Bark van Dante, die duidelijk geïnspireerd was op Het vlot van de Medusa van Géricault). Hij zette zijn studie in 1816 voort aan de École des Beaux Arts. Delacroix werd ook onderwezen door Jacques-Louis David. Verder is er in de werken van Delacroix invloed te merken van onder meer Peter Paul Rubens (met name de Medici-cyclus, die Delacroix bewonderde), Paolo Veronese en Francisco Goya.
Zijn eerste pogingen om de Prix de Rome te halen hadden geen succes. Toch toonde hij zijn bijzondere begaafdheid al in 1822 met zijn kleurrijke Bark van Dante. Met deze afbeelding van Dante en Vergilius in de vijfde ring van de hel, die tentoongesteld werd op de Parijse salon, werd hij meteen opgemerkt. Het was dan ook de Franse gouverneur die het schilderij kocht voor 2000 francs. In 1824 werd hij kennelijk geïnspireerd door De Hooiwagen van John Constable, die te Parijs werd geëxposeerd.
Het enthousiasme over het werk van Delacroix was echter niet altijd onverdeeld. Zo is het bekend dat Ingres gekant was tegen het werk van Delacroix, en Baron Gros noemde zijn Bloedbad op Chios spottend: "Het bloedbad der schilderkunst".
In 1825 verbleef hij een aantal maanden in Engeland (Londen), waar onder meer zijn vriend Richard Parkes Bonington verbleef. Hij kwam er duidelijk onder de indruk van de creativiteit van de dichter Lord Byron en van de schilder John Constable. Dit komt zeker tot uiting in zijn techniek en kleurwerking, die hem in de rest van zijn carrière steeds meer zou gaan typeren.
Intussen stelde een erfenis van 10.000 pond hem in staat zich ongehinderd op zijn kunst toe te leggen. Hij zette imposante historische voorstellingen op touw en in 1828 exposeerde hij op de Salon zijn befaamde doek De dood van Sardanapalus, dat veel discussie opriep. Enkele jaren later volgde het bekende schilderij De vrijheid leidt het volk.

De vrouwen van Algiers in hun vertrek, 1834, Musée du Louvre, Parijs

1832 betekende een definitief keerpunt in zijn carrière. Hij maakte toen als historieschilder deel uit van een diplomatiek gezantschap naar Marokko ter gelegenheid van de verovering van Algerije door koning Lodewijk Filips. Tijdens deze reis, die ook onder meer voerde naar zowel Algerije, als Spanje, leerde hij de klassieke oudheid kennen, naast de magie van de kleuren en het licht in de schilderkunst van Francisco Goya en Diego Velázquez. Deze reis oefende een grote invloed uit op zijn werk. Naast de lichtwerking en kleuren die nog meer benadrukt werden, is er bijvoorbeeld ook in de thematiek een grotere nadruk op het oriëntalisme, het exotisme (zie bijvoorbeeld De vrouwen van Algiers in hun vertrek, de erotiek en de strijd tussen het wilde, primitieve dier en de mens (bijvoorbeeld de leeuwenjacht-taferelen, 1861 in Art Institute of Chicago)). Dit zijn allemaal typerende kenmerken van de Romantiek.
Tussen 1833 en 1847 vielen hem talloze decoratie-opdrachten in officiële gebouwen te beurt, zoals de Salon du Roi en de bibliotheken van het Palais Bourbon en het Palais du Luxembourg.

## De laatste jaren
In de laatste tien jaren van zijn leven realiseerde hij nog drie belangrijke decoratieve ensembles: het centrale plafond van de Apollon-galerij in het Louvre, de Salon de la Paix in het Parijse stadhuis, en de Saint-Anges-kapel in de Saint-Sulpice.
Delacroix triomfeerde op de Wereldtentoonstelling van 1855 met tweeënveertig doeken, waaronder de bekende leeuwenjacht-taferelen. Hierna werkte hij nog bijna uitsluitend aan de decoratie van de Saint-Sulpice, die hij pas in 1861 beëindigde met Héliodore verjaagd uit de Tempel en zijn spiritueel testament, Het gevecht van Jacob met de engel.
Delacroix illustreerde werken van William Shakespeare, de Schotse schrijver Sir Walter Scott en de Duitse schrijver Goethe met litho's.
Nadat hij zich zeven keer kandidaat gesteld had voor het lidmaatschap van de prestigieuze Franse Académie des Beaux-Arts, zou hij in 1857 uiteindelijk tot lid benoemd worden. Op het einde van zijn leven zou Delacroix meer en meer vereenzamen (dit zou komen door de kritiek) en uiteindelijk stierf hij op 65-jarige leeftijd in zijn appartement aan de Place Furstenberg, dat hij had betrokken in 1857, in de nabijheid van de Saint-Sulpice-kerk. Hij werd begraven op het kerkhof van Père-Lachaise.
Door onder meer zijn benadrukking van kleuren en lichtwerking en de soms onjuiste perspectiefwerking, waar Delacroix minder belang aan hechtte, doen zijn werken modern aan. Anderzijds zijn er duidelijk barokinvloeden van bijvoorbeeld Rubens in aanwijsbaar. Hij was dan ook van invloed op onder meer de impressionisten aan wie hij door zijn kleurwerking een impuls gaf. Verder zou bijvoorbeeld Vincent van Gogh in 1889 de Pietà van Delacroix uit 1850 kopiëren.

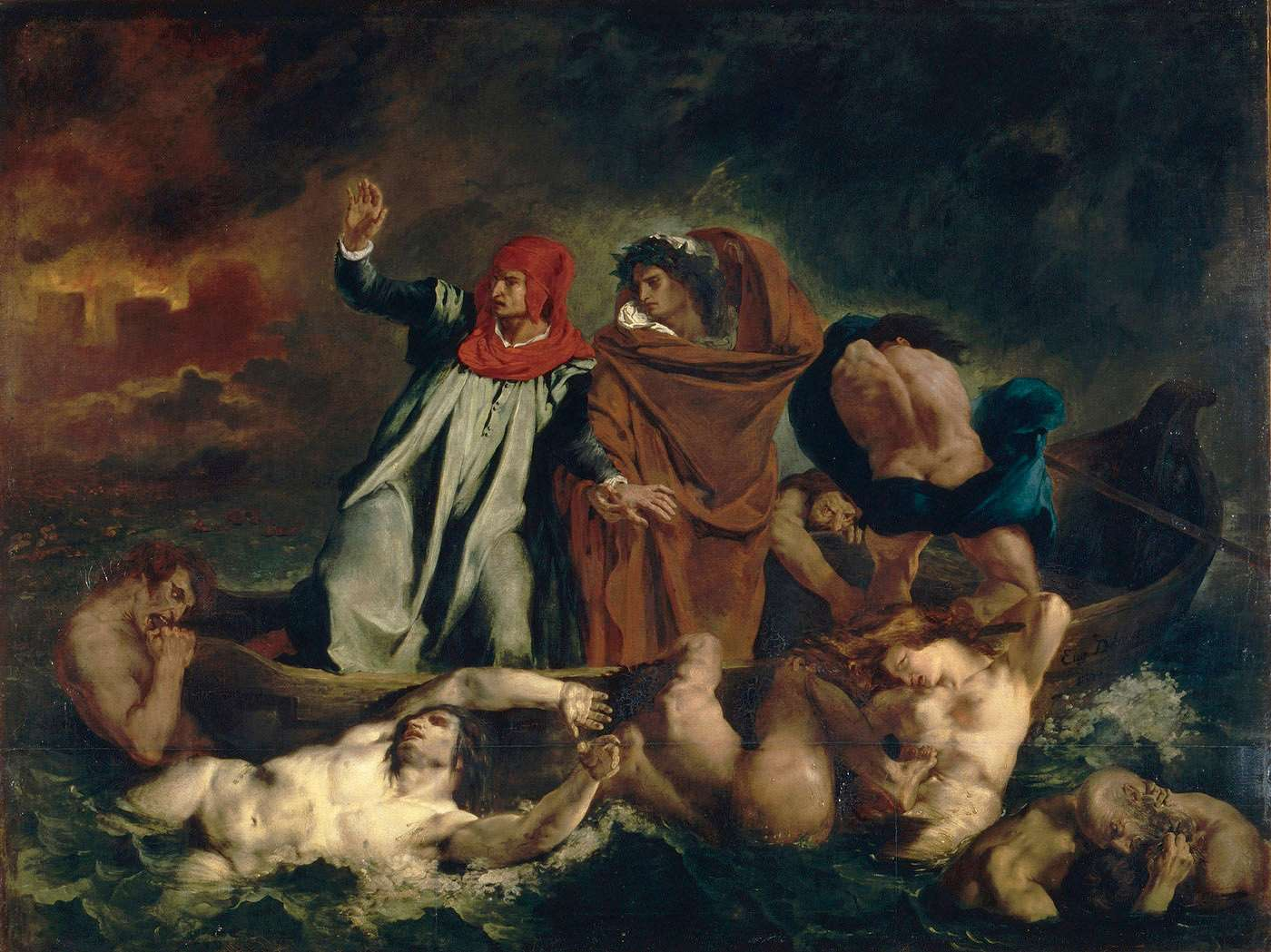
De bark van Dante, 1822, Musée du Louvre

## Belangrijkste werken
De bark van Dante 

Zoals gezegd inspireerde Delacroix zich voor dit schilderij op de Divina Commedia van Dante (meer bepaald het eerste van de drie boeken, Inferno). Het beeldt Dante en Vergilius uit bij hun overtocht door de vijfde ring van de hel om bij de stad in de hel te geraken. Door de licht-donkerwerking rond de lichamen in het water weet Delacroix een drukkende, beklemmende, bijna beschuldigende sfeer te scheppen. Dit is het werk waarmee Delacroix voor het eerst opviel op de Salon in Parijs.
Het bloedbad van Chios 

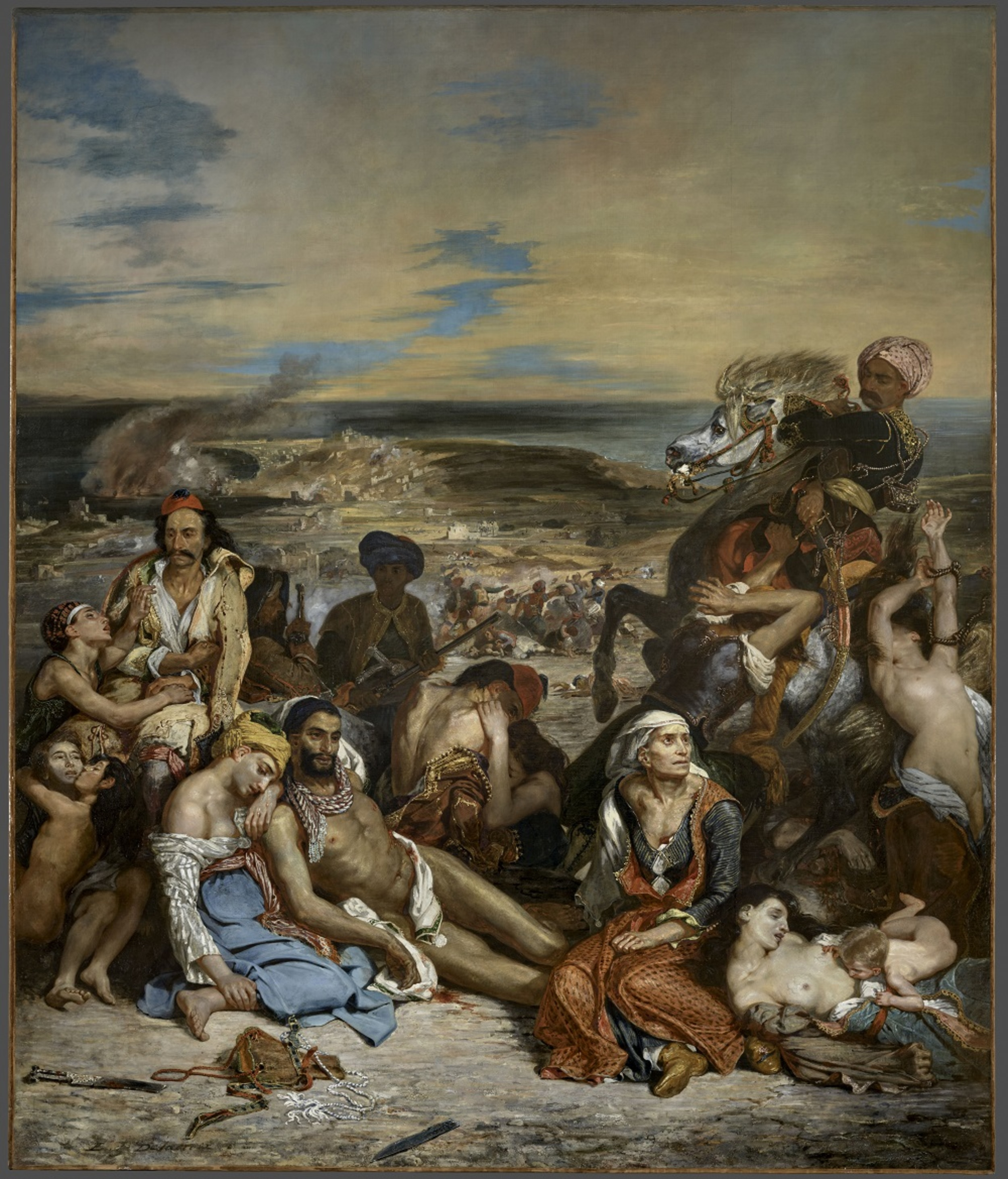
Het bloedbad van Chios, 1824, Musée du Louvre, Parijs

Dit schilderij gaat over de Griekse Onafhankelijkheidsoorlog. Delacroix toont hier de slachting van 22.000 Grieken op dit Griekse eiland in 1822. Hier is reeds de typische heldere kleurwerking van Delacroix te zien. Op de voorgrond ziet men de slachtoffers, wachtend op de slavernij, en de ruiter als overwinnaar torenend boven het tafereel. Zowel op de gezichten als in het landschap heeft Delacroix subtiel gebruikgemaakt van kleuren die perfect inspelen op de tragiek die zich afspeelt.
De dood van Sardanapalus 

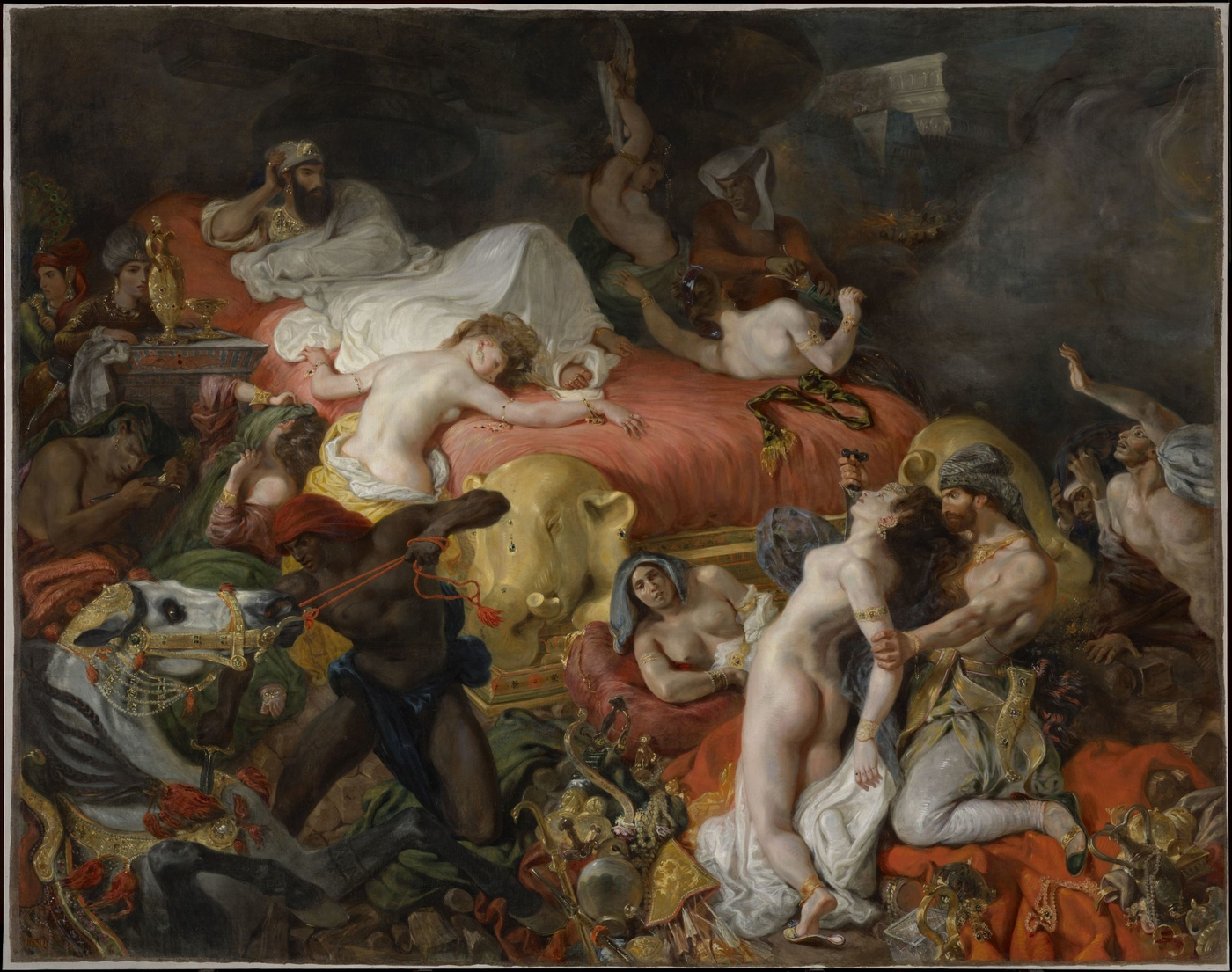
De dood van Sardanapalus, 1828, Musée du Louvre, Parijs

Een van de bekendste werken van Delacroix. Het betreft hier een afbeelding naar het boek "Sardanapalus" van Lord Byron. In het afgebeelde tafereel ziet men hoe de koning, die zelfmoord gaat plegen, zijn harem, zijn paarden en zijn bezittingen laat verbranden terwijl hij zelf stoïcijns toekijkt. Ook hier weer de typische kleurwerking, licht en beweging. Dit werk kreeg veel kritiek, niet zozeer vanwege het weergeven van een bloedbad met gebruik van erotische elementen, maar omwille van het onjuiste perspectief. Het was dan ook niet Delacroix' bedoeling om een (perspectief) realistisch weergave te geven (was voor hem minder belangrijk). Maar juist het weergeven door het gebruik van eerder vernoemde kleur, licht en beweging was voor hem van het grootste belang.
De vrijheid leidt het volk 

De vrijheid leidt het volk, 1830, Musée du Louvre, Parijs

Het bekendste schilderij van Delacroix.

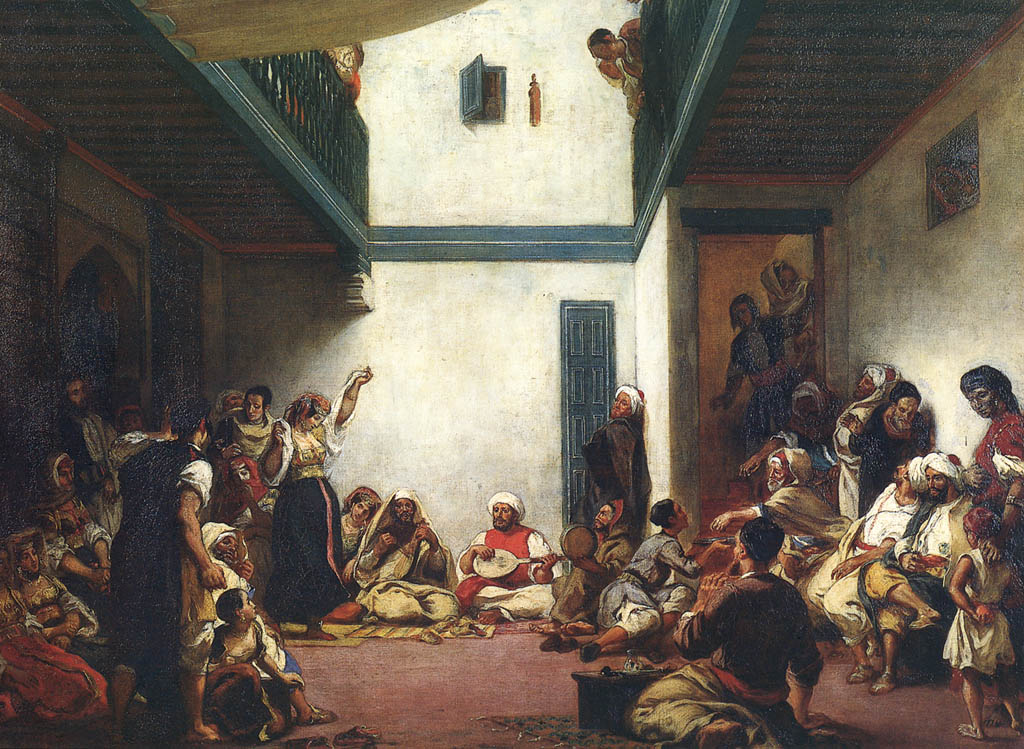
Joodse bruiloft in Marokko, 1837-1841, Musée du Louvre, Parijs

De werken na zijn reis naar Marokko 

Deze werken typeren zich door een nog grotere nadruk op het gebruik van kleur en licht, ook de thematiek richt zich meer en meer op het exotische. Delacroix was op zijn reizen naar Marokko en Algerije onder de indruk geraakt van het merkwaardige lichtspel, de architectuur en de kleuren van bijvoorbeeld de klederdracht. Een goed voorbeeld van deze benadrukking vindt men bijvoorbeeld bij De vrouwen van Algiers in hun vertrek. Delacroix maakte honderden schetsen die hem later tot voorbeeld zouden dienen. Hij werkte soms in het geheim, of schetste lege vertrekken, zoals in het paleis van de sultan in Meknes.